# Nowa Wieś (gmina Zagórów)
Nowa Wieś – wieś w Polsce położona w województwie wielkopolskim, w powiecie słupeckim, w gminie Zagórów.
| SIMC    | Nazwa      | Rodzaj    |
| ------- | ---------- | --------- |
| 0301517 | Błota      | część wsi |
| 0301523 | Przybysław | część wsi |

W latach 1975–1998 miejscowość należała administracyjnie do województwa konińskiego.